# Borís Kagarlitski
Boris Yuliyevich Kagarlitsky (em russo: Борис Юльевич Кагарлицкий, 29 de agosto de 1958, Moscou) é um teórico marxista e sociólogo russo. É o coordenador do projeto Crise Global do Transnational Institute e diretor do Instituto sobre la Globalización y Movimientos Sociales (IGSO) de Moscou.

## Livros publicados
- The Thinking Reed: Intellectuals and the Soviet State from 1917 to the Present (1988)
- The Dialectic of Change (1989)
- Farewell Perestroika: A Soviet Chronicle (1990)
- Disintegration of the Monolith (1993)
- Square Wheels: How Russian Democracy Got Derailed (1994)
- The Mirage of Modernization (1995)
- Restoration in Russia (1995)
- Globalization and Its Discontents: The Rise of Postmodern Socialisms (1996, con Roger Burbach y Orlando Nuñez)
- New Realism, New Barbarism: Socialist Theory in the Era of Globalization (1999)
- The Twilight of Globalization: Property, State and Capitalism (1999)
- The Return of Radicalism: Reshaping the Left Institutions (2000)
- Russia under Yeltsin and Putin: Neo-liberal Autocracy (2002)
- The Politics of Empire: Globalisation in Crisis (2004, co-editado con Alan Freeman)
- The Revolt of the Middle Class (2006)
- Empire of the Periphery: Russia and the World System (2008)